# Asazō Kagaya
Pour les articles homonymes, voir Kagaya.
Asazō Kagaya (加賀谷 朝蔵, Kagaya Asazō), né le 15 mars 1886 dans le district de Kitaakita, dans la préfecture d'Akita, et mort le 3 mars 1981 à Tokyo, est un fonctionnaire et homme politique japonais, maire de Kyoto en pleine Seconde Guerre mondiale de 1940 à 1942, puis maire (ja) d'Akita jusqu'en 1945.

## Biographie
Asazō Kagaya naît le 15 mars de la 19e année de l'ère Meiji (1886) dans le district de Kitaakita,. Il est le deuxième fils de Kagaya Chōemon (加賀谷 長右衛門). Après avoir ses terminé ses études secondaires au Deuxième lycée (ja), il s'inscrit à la faculté de droit de l'université impériale de Tokyo, d'où il sort diplômé du département d'économie en 1912. En novembre 1913, il passe l'examen d'admission à la fonction publique supérieure et est embauché par le ministère de l'Intérieur, qui l'affecte au gouvernement de la préfecture de Niigata. 
Il occupe son premier poste politique en devenant le préfet du district de Nishikubiki (ja), dans la préfecture de Niigata, le 18 juin 1914, en remplaçant Yamada Kanenaga (山田 兼長). Il sert jusqu'au 24 novembre 1916 et est remplacé par Takeda Bumon (武田 武門),. Il est par la suite préfet du district de Nakauonuma, dans la même préfecture, puis du district de Nakakanbara (ja), aussi dans la même préfecture. Durant son mandat de préfet du district de Nishikubiki, il gravit le mont Ōrenge (大蓮華山) à Hakuba, dans la préfecture de Nagano, en 1916 et publie un guide de randonnée du mont Ōrenge. Il organise aussi des dîners en l'honneur de l'homme de lettres natif de la région Gyofū Sōma (ja). Après, il devient conseiller auprès de la préfecture de Miyagi, puis professeur au centre de formation de police (ja) à Tokyo, avant d'être nommé chef de la police de la préfecture d'Iwate (ja) le 16 octobre 1922, en remplaçant Yamaguchi Orinoshin. Il termine son mandat le 27 juin 1924 et est remplacé par Naoaki Yamaguchi (ja). Il devient ensuite chef de la police impériale (ja), suivi de secrétaire et chef du département des Affaires intérieures de la préfecture de Shizuoka. Il occupe ensuite ces mêmes dernières fonctions dans la préfecture de Tokushima, avant de prendre sa retraite de la fonction publique en 1935.
Le 5 juin 1936, il est nommé adjoint au maire de Kyoto par le conseil municipal (ja) de la ville. Après la fin du mandat de Keizō Ichimura, il est élu maire de Kyoto par le conseil le 8 juin 1940. En tant que maire, il est crédité pour l'ouverture de centre d'incinération des déchets de Yokoōji (横大路), dans l'arrondissement de Fushimi. Il résout aussi le litige concernant les indemnités versées à la Keihan Electric Railway sur sa ligne ferroviaire entre les gares de Sanjō et de Gojō (ja),. Il termine son mandat le 22 juin 1942 pour retourner dans sa préfecture natale. Il devient maire de la ville d'Akita le 23 septembre 1942. Durant son mandat, il se concentre principalement sur la réponse en temps de guerre et finit par terminer son mandat le 22 septembre 1945,. Après la fin de la Guerre, il est visé par la purge et ne peut plus tenir de poste en politique ou en fonction publique jusqu'à la levée de la purge en 1952. Il revient à la fonction publique pour devenir président de la commission de la Sécurité publique de la préfecture d'Akita (ja). Il meurt le 3 mars 1981 dans sa résidence de Tokyo à l'âge de 94 ans,.

## Postérité
La stèle commémorant les ouvriers morts lors de la construction du canal du lac Biwa inaugurée en 1941 près de l'actuelle station de métro de Keage dans l'arrondissement de Higashiyama à Kyoto porte une inscription écrite par Kagaya.

## Publications
- (ja) Arthur H. Woods (en) (trad. Asazō Kagaya), 民衆ト警察 [Policeman and Public] [« Le policier et le public »], 帝国講学会,‎ 1927, 264 p.